# John Brunner
John Brunner (ur. 24 września 1934 w Preston Crowmarsh, zm. 26 sierpnia 1995 w Glasgow) – brytyjski pisarz science fiction. Jego najbardziej znane powieści to Wszyscy na Zanzibarze z 1968, Zygzakowata orbita z 1969 i Ślepe stado z 1972. Pierwsza z nich otrzymała Nagrodę Hugo za najlepszą powieść. W zapowiadającej nurt cyberpunkowy powieści Na fali szoku (1975) ukuł termin robak komputerowy (computer worm).

## Życiorys
Urodził się w Preston Crowmarsh w Oxfordshire. Ukończył Cheltenham College, na którym studiował języki nowożytne. Służył jako oficer w lotnictwie brytyjskim od 1953 do 1955. Zadebiutował jako pisarz w wieku 19 lat publikując opowiadanie Thou god and faithful w magazynie Astounding Science Ficton.
Zmarł w wyniku wylewu w Glasgow, w trakcie odbywającego się w tym mieście 53. Światowego Konwentu SF.